# Petru Racu
Petru Racu est un footballeur international moldave, né le 17 juillet 1987 à Chișinău en Moldavie. Il évolue comme défenseur au Neftchi Bakou.

## Sélection
- Moldavie : 32 sélections
- Première sélection le 11 août 2010 : Moldavie - Géorgie (0-0)

## Palmarès
FC Zimbru Chișinău
- Vainqueur de la Coupe de Moldavie (1) : 2007

 IFK Norrköping
- Champion de Superettan (1) : 2007

 FC Milsami
- Champion de Moldavie (1) : 2015

 Sheriff Tiraspol
- Champion de Moldavie (2) : 2017 et 2018